# Charles M. Schulz
Charles Monroe Schulz [ʃʊlts], född 26 november 1922 i Minneapolis i Minnesota, död 12 februari 2000 i Santa Rosa i Kalifornien, var en amerikansk serieskapare som är känd för dagspresserien Snobben.

## Biografi
Charles M. Schulz var född i Minneapolis och växte upp i grannstaden Saint Paul. Han var enda barnet till Carl Schulz (1897–1966), som var född i Tyskland, och Dena Halverson (1893–1943) som hade norskt ursprung. Fadern var till yrket frisör, liksom Karls pappa i Snobben. I elementary school fick han hoppa över två årskurser, vilket resulterade i att han var den yngsta i sin klass när han ett år senare började i high school. Detta kan möjligen vara orsaken till att han var mycket blyg och tillbakadragen som ung tonåring. Efter att hans mor dött i februari 1943 värvades han av armén och sändes till Camp Campbell i Kentucky. När han 1945 lämnade det militära började han arbeta som lärare på en konstskola, ett arbete han haft även före sin militärtjänst. Där träffade han tecknaren Frank Wing och de blev mycket goda vänner, med Wing som mentor för Schulz.
Efter att ha fått flera av sina serier publicerade i olika tidningar fick han 1947 ett litet genombrott, då han lyckades få en av sina serier, Li'l Folks, publicerad mellan 1947 och 1950 i tidningen Saint Paul Pioneer Press. Det var i denna serie figuren Karl (Charlie Brown) dök upp första gången liksom en hund som var mycket lik figuren Snobben. 1950 visade han de bästa stripparna från Li'l Folks för United Features Syndicate, och den 2 oktober 1950 publicerades serien Snobben första gången. Detta kom att bli en av världens populäraste serier någonsin.
Schulz var gift två gånger. Första gången gifte han sig 1951 med Joyce Halverson (1928–2022) (inte samma släkt som modern Dena Halverson Schulz). Schulz adopterade hennes dotter Meredith från ett kortvarigt tidigare äktenskap och de fick senare fyra barn tillsammans. Familjen flyttade 1959 till Sebastopol.
1966 dog Schulz far medan han var på besök hos sonen. Samma år brann Schulz studio i Sebastopol ned till grunden. 1969 flyttade familjen till Santa Rosa, Kalifornien där Schulz levde resten av sitt liv.
Paret Schulz skilde sig 1972. Schulz själv menade senare att denna tid var hans mest produktiva period som serieskapare. Året efter skilsmässan gifte han om sig med Jean Forsyth Clyde (f. 1939), som han lärde känna då hon besökte ishallen i Santa Rosa som Schulz låtit bygga. Med henne förblev han gift under resten av sitt liv.
Serien Snobben har publicerats i över 2 600 tidningar i 75 länder under de senaste 50 åren. I november 1999 drabbades Schulz av en stroke och senare upptäcktes att han led av tjocktarmscancer och att det bildats metastaser i magen. På grund av den komplicerade behandlingen och det faktum att han de senaste åren lidit av försämrad syn tillkännagav han den 14 december 1999, 77 år gammal, att han tänkte pensionera sig från serietecknandet. Under alla dessa år som Schulz tecknade serien tog han semester endast en gång, fem veckor under 1997, då publicerades istället repriser av gamla seriestrippar.
Den sista dagsstrippen av Snobben publicerades den 3 januari 2000 och den sista söndagsstrippen den 13 februari 2000. Schulz hade avlidit föregående natt i Santa Rosa, Kalifornien. Schulz hade flera veckor före sin död tecknat den sista seriestrippen. Redan långt dessförinnan hade han fått igenom sitt krav på att dagspresserien inte skulle fortsättas av någon annan efter hans död, men den repriseras fortfarande i åtskilliga dagstidningar och nytt serietidningsmaterial med figurerna produceras sedan 2011 av förlaget KaBOOM. Schulz ligger begravd på Pleasant Hills-kyrkogården i Sebastopol, Kalifornien.
Charles M. Schulz-museet öppnade i Santa Rosa, Kalifornien den 17 augusti 2002.

## Utmärkelser

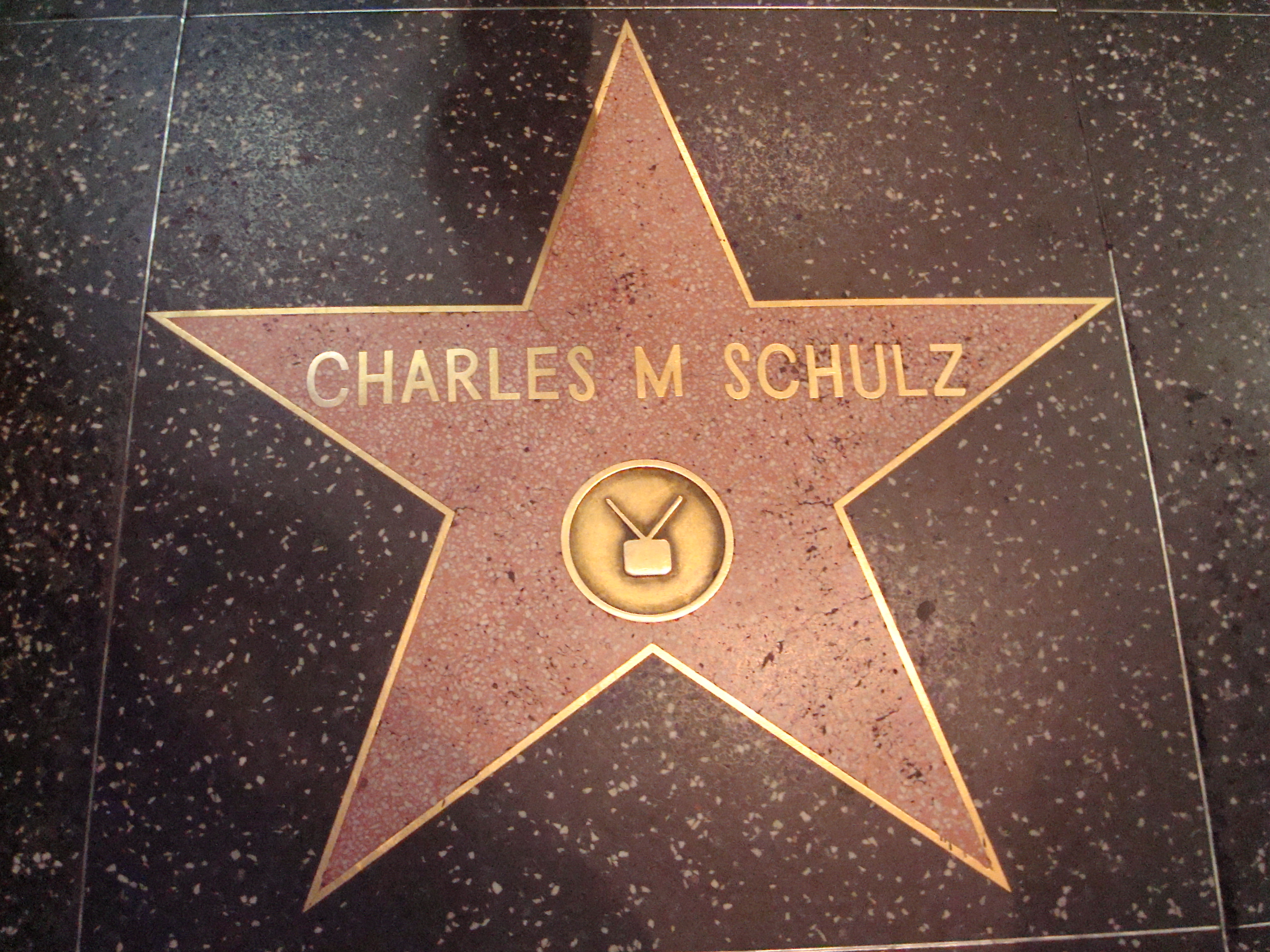
Schulz stjärna vid Hollywood Walk of Fame

- 1993 – United States Hockey Hall of Fame
- 1981 – Lester Patrick Trophy
- Asteroiden 3524 Schulz[18]